# Jedlové
Jedlové (Abietoideae), někdy též jedlovité, je podčeleď jednodomých jehličnatých stromů z čeledi borovicovitých, vyskytujících se na severní polokouli. S výjimkou opadavého pamodřínu jsou to stálezelené, převážně mohutné dřeviny.
Podčeleď byla poprvé navržena roku 1826 systematikem Robertem Sweetem.

## Taxonomie
Podčeleď jedlové se dělí na šest rodů. Vzácně se v České republice pěstuje pamodřín a jen výjimečně, sbírkově, ketelerka a pajedlovec.
- cedr (Cedrus) Trew, 1757
- jedle (Abies) P. Miller, 1754
- jedlovec (Tsuga) (Endlicher, 1847) Carrière, 1855
- ketelerka (Keteleeria) Carrière, 1866
- pajedlovec (Nothotsuga) H.H. Hu ex C.N. Page, 1989
- pamodřín (Pseudolarix) G. Gordon, 1858